# Edpercivalia tahatika
Edpercivalia tahatika là một loài Trichoptera trong họ Hydrobiosidae. Chúng phân bố ở miền Australasia.